# Alopecurinae
Alopecurinae Dumort., 1829 è una sottotribù di piante angiosperme monocotiledoni appartenente alla famiglia delle Poacee (o Gramineae, nom. cons.), sottofamiglia Pooideae..

## Etimologia
Il nome della sottotribù deriva dal suo genere tipo Alopecurus L., 1753 il cui nome deriva da due parole greche: "alopex" (= volpe) e "oura" (= coda). Un riferimento all'infiorescenza delle piante di questo gruppo che ricorda la coda della volpe.
Il nome scientifico della sottotribù è stato definito dal botanico, naturalista e politico belga Barthélemy Charles Joseph Dumortier (Tournai, 3 aprile 1797 – 9 luglio 1878) nella pubblicazione "Analyse des familles des plantes, avec l'indication des principaux genres qui s'y rattachent" (Anal. Fam. Pl.: 64. 1829) del 1829.

## Descrizione

### Portamento
Il portamento delle specie di questo gruppo in genere è cespuglioso (o rizomatoso in Limnas) con forme biologiche tipo emicriptofita cespitosa (H caesp) e cicli biologici annuali o perenni.
I culmi sono cavi a sezione più o meno rotonda. In queste piante non sono presenti i micropeli. Dimensione massima delle piante: 120 cm.

### Foglie
Le foglie lungo il culmo sono disposte in modo alterno, sono distiche e si originano dai vari nodi. Sono composte da una guaina, una ligula e una lamina. Le venature sono parallelinervie. Non sono presenti i pseudopiccioli e, nell'epidermide delle foglia, le papille.
- Guaina: la guaina è abbracciante il fusto e in genere è priva di auricole.
- Ligula: la ligula è membranosa e a volte è cigliata.
- Lamina: la lamina ha delle forme generalmente lineari e piatte.

### Infiorescenza

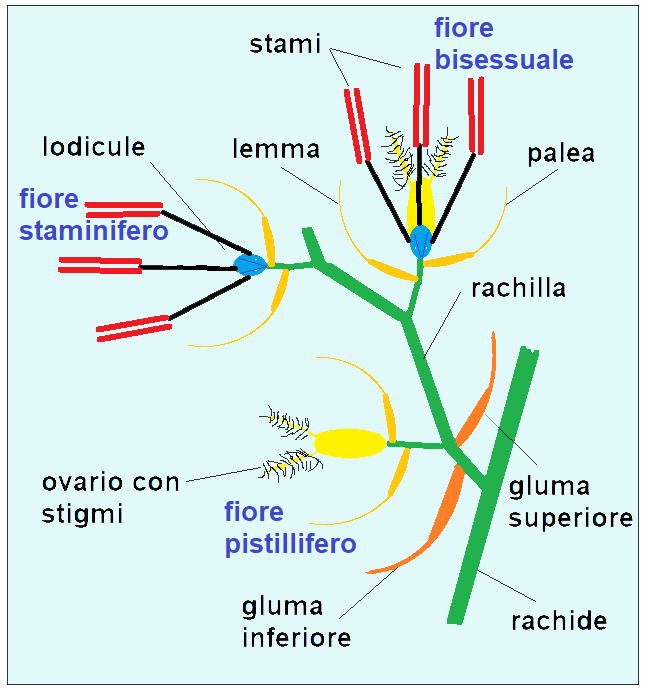
Spighetta generica con tre fiori diversi

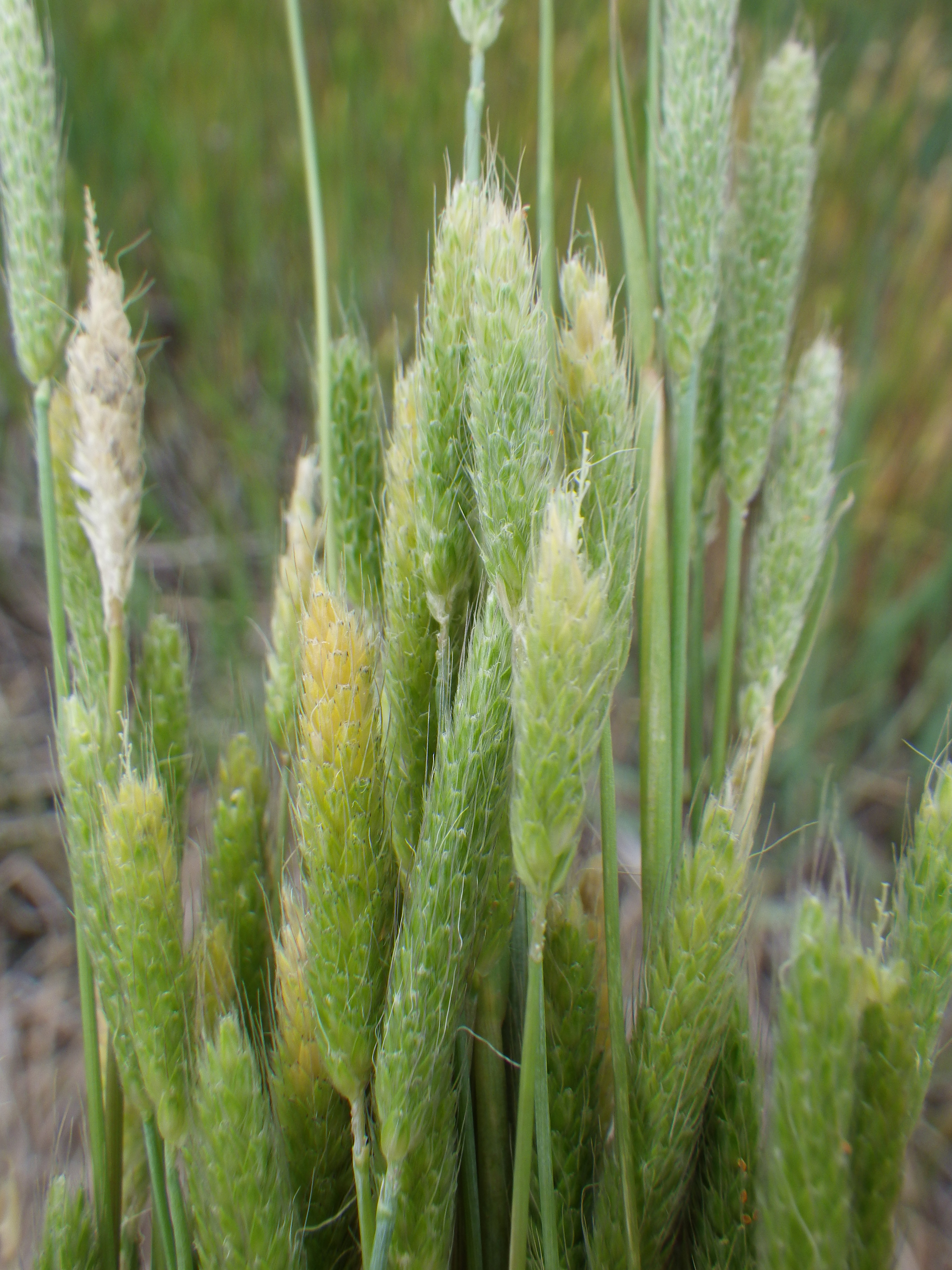
Infiorescenza
Alopecurus carolinianus

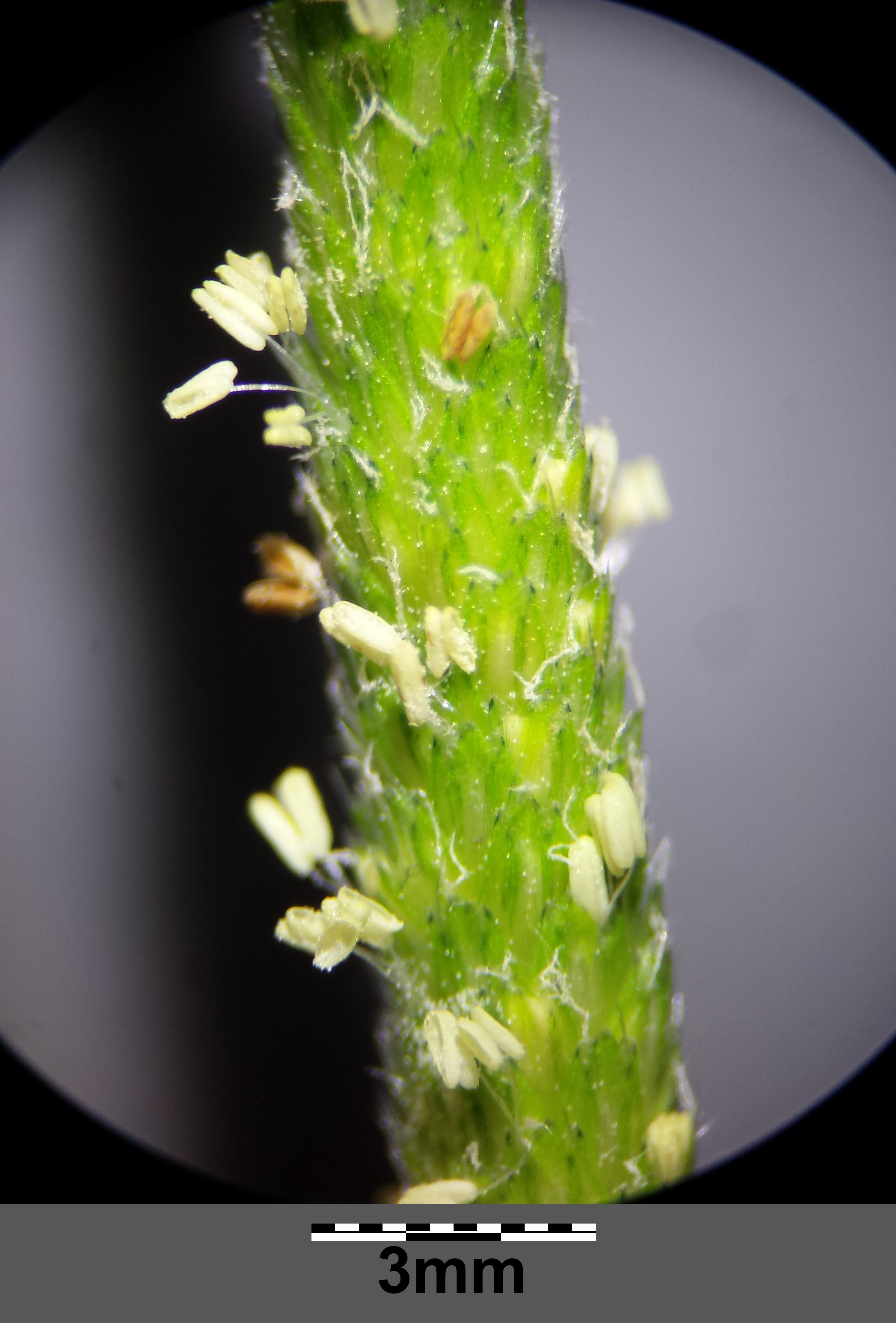
I fiori
Alopecurus aequalis

- Infiorescenza principale (sinfiorescenza o semplicemente spiga): le infiorescenze, terminali, formate da numerose spighette compattate con corti pedicelli, in genere non sono ramificate ed hanno la forma di una pannocchia densamente contratta e cilindrica. La fillotassi dell'inflorescenza inizialmente è a due livelli, anche se le successive ramificazioni la fa apparire a spirale.
- Infiorescenza secondaria (o spighetta): le spighette, compresse lateralmente, sottese da due brattee distiche e strettamente sovrapposte chiamate glume (inferiore e superiore), sono formate da un fiore. Possono essere presenti dei fiori sterili; in questo caso sono in posizione distale rispetto a quelli fertili. Alla base di ogni fiore sono presenti due brattee: la palea e il lemma. La disarticolazione avviene con la rottura della rachilla sotto le glume. L'estensione della rachilla non è presente. Le spighette sono proterogine (gli stimmi maturano prima delle antere). Lunghezza delle spighette: 8,5 mm

- Glume: le glume sono più lunghe dei fiori (racchiudono i fiori); hanno delle forme lanceolate, compresse e carenate, a volte sono fuse alla base; gli apici sono troncati o acuti o mutici; hanno tre venature e sono membranose o coriacee.
- Palea: la palea è un profillo con due venature; può essere cigliata; in genere è minuta e a volte può essere assente.
- Lemma: il lemma, carenato, genicolato e con forme da ovate a lanceolate, a volte è pubescente; i margini possono essere parzialmente fusi; l'apice varia da troncato a acuto (può essere attorcigliato); la superficie del lemma ha 5 venature.

### Fiori
I fiori fertili sono attinomorfi formati da 3 verticilli: perianzio ridotto, androceo  e gineceo.
- Formula fiorale:

*, P 2, A (1-)3(-6), G (2–3) supero, cariosside.
- Il perianzio è ridotto (le lodicule sono assenti).

- L'androceo è composto da 2 o 3 stami ognuno con un breve filamento libero, una antera sagittata e due teche. Le antere sono basifisse con deiscenza laterale. Il polline è monoporato.

- Il gineceo è composto da 3-(2) carpelli connati formanti un ovario supero. L'ovario, glabro, ha un solo loculo con un solo ovulo subapicale (o quasi basale). L'ovulo è anfitropo e semianatropo e tenuinucellato o crassinucellato. Lo stilo, breve, è unico con due stigmi piumosi o pubescenti.

### Frutti
I frutti sono del tipo cariosside, ossia sono dei piccoli chicchi indeiscenti, con forme ovoidali-oblique, nei quali il pericarpo è formato da una sottile parete che circonda il singolo seme. In particolare il pericarpo è fuso al seme ed è aderente. L'endocarpo non è indurito e l'ilo è puntiforme. L'embrione è piccolo e provvisto di epiblasto ha un solo cotiledone altamente modificato (scutello senza fessura) in posizione laterale. I margini embrionali della foglia non si sovrappongono. L'endosperma può essere liquido.

## Biologia
Come gran parte delle Poaceae, le specie di questo genere si riproducono per impollinazione anemogama. Gli stigmi più o meno piumosi sono una caratteristica importante per catturare meglio il polline aereo. 
La dispersione dei semi avviene inizialmente a opera del vento (dispersione anemocora) e una volta giunti a terra grazie all'azione di insetti come le formiche (mirmecoria).

## Distribuzione e habitat
Le specie di questo gruppo sono presenti in Eurasia nord-temperata e Sud America.

## Tassonomia
La famiglia delle Poacee comprende circa 800 generi e oltre 9.000 specie. È una delle famiglie più numerose e più importanti del gruppo delle monocotiledoni. La famiglia è suddivisa in 12 sottofamiglie, la sottotribù Alopecurinae fa parte della sottofamiglia Pooideae, tribù Poeae.

### Generi
La sottotribù comprende due generi:
- Alopecurus L. (43 specie)
- Limnas Trin. (3 spp.)

### Specie della flora italiana
Nella flora spontanea della penisola italiana sono presenti i seguenti generi/specie di questo gruppo:
- Alopecurus (9 specie)

### Filogenesi
La sottotribù Alopecurinae, più precisamente, fa parte della tribù Poeae R.Br., 1814 (quest'ultima è compresa nella supertribù Poodae L. Liu, 1980). La tribù Poeae (formata da diverse sottotribù suddivise in alcune supersottotribù) è l'ultimo nodo della sottofamiglia Pooideae ad essersi evoluto (gli altri precedenti sono la tribù Brachyelytreae, e le supertribù Nardodae, Melicodae, Stipodae e Triticodae).
La sottotribù Alopecurinae nell'attuale circoscrizione appartiene al gruppo con le sequenze dei plastidi di tipo "Poeae" (definito "Poeae chloroplast groups 2 ") ed è circoscritta nella supersottotribù Poodinae Soreng & L.J. Gillespie, 2017 (chiamata anche PAM clade). La supersottotribù Poodinae comprendente alcune sottotribù (Poinae, Miliinae, Phleinae e Avenulinae) e il gruppo denominato "ABCV clade" comprendente (in posizione politomica) le sottotribù Beckmanniinae, Cinninae, Alopecurinae, Ventenatinae e altri cladi minori. Alopecurinae per il momento non è monofiletica (il genere Limnas non sembra collegato filogeneticamente agli altri generi). Ulteriori studi sono necessari per avere informazioni più dettagliate e precise in quanto la struttura sopra descritta non è l'unica che emerge dalle analisi filogenetiche attuali.
In precedenti studi i generi di questo gruppo erano descritti nella sottotribù Poinae (ora composta dal solo genere Poa).
Le seguenti sinapomorfie sono relative a tutta la sottofamiglia (Pooideae):
- la fillotassi dell'inflorescenza inizialmente è a due livelli;
- le spighette sono compresse lateralmente;
- i margini embrionali della foglia non si sovrappongono;
- l'embrione è privo della fessura scutellare.

Le sinapomorfie relative alla tribù Poeae sono:
- l'ilo è puntiforme;
- dei lipidi (grassi) sono presenti nell'endosperma;
- le lodicule sono prive di ciglia;
- l'ovario è glabro.

Per le specie di questa voce sono state trovate le seguenti sinapomorfie:
- Alopecurus: la disarticolazione avviene con la rottura della rachilla sotto le glume; le glume sono fortemente compresse e carenate; le lodicule sono assenti; gli stami sono 2 o 3.
- Limnas: la disarticolazione avviene sotto le glume; gli stami sono 2.